# 透明 (歌曲)
《透明》 (英語：Selfless) 是香港歌手鄧紫棋於2019年12月27日發行的單曲，是個人第七張專輯的第三主打歌。

## 創作背景
歌曲描寫的是太愛對方而迷失自己的感情狀態，當完全為對方所以想而委曲自己，最終只會自己獨力承受所有痛苦。

## 音樂影片
音樂影片在2019年12月27日於YouTube平台上進行全球首播，由魏奕旻執導。MV畫面中特別加插變色龍，用來比喻為了遷就對方而對得透明，迎合周遭而失去自我。《透明》官方影片經過兩天在YouTube平台上破百萬觀看人次。

## 製作名單
名單來源：歌曲《透明》MV 
- 鄧紫棋 – 人聲、詞曲創作、製作人、編曲、鋼琴、和音
- T-Ma 馬敬恆 – 製作人、編曲、音頻工程
- 老道 – 編曲
- Brian Paturalski – 混音
- Randy Merrill – 母帶

## 商業表現
《透明》在發佈當天於香港KKBOX華語新歌日榜獲得第二位，第二天上升至第一位。。另外在KKBOX華語單曲日榜首登第八位，第二天則上升至第二位。
臺灣方面，歌曲發佈當天在KKBOX華語新歌日榜獲得第七位，歌曲發佈第二天排名最高位。另外在華語單曲日榜首日登上第十位，第二天則升至排名最高第一位。

## 榜單表現
| 榜單                  | 最高 排名 |
| --------------------- | --------- |
| 香港KKBOX華語新歌日榜 | 1         |
| 香港KKBOX華語單曲日榜 | 2         |
| 臺灣KKBOX華語新歌日榜 | 1         |
| 臺灣KKBOX華語單曲日榜 | 1         |

| 榜單                  | 最高 排名 |
| --------------------- | --------- |
| 香港KKBOX華語新歌週榜 | 1         |
| 香港KKBOX華語單曲週榜 | 2         |
| 臺灣KKBOX華語新歌週榜 | 1         |
| 臺灣KKBOX華語單曲週榜 | 1         |

## 獲獎及提名

### HITO流行音樂獎
| 年份 | 獎項                 | 結果 | Ref.   |
| ---- | -------------------- | ---- | ------ |
| 2020 | hito年度十大華語歌曲 | 獲獎 | [ 19 ] |